# Rhynchina cretacea
Rhynchina cretacea är en fjärilsart som beskrevs av W. Warren 1913. Rhynchina cretacea ingår i släktet Rhynchina och familjen nattflyn. Inga underarter finns listade.